# Olavi Alakulppi
Olavi Eelis Alakulppi, född 17 juli 1915 i Rovaniemi, död 19 augusti 1990 i Petersburg, Virginia, var en finländsk skidlöpare och militär.  
Alakulppi började i mitten av 1930-talet ägna sig åt skidåkning på allvar och tog 1938 några meriterande placeringar i stortävlingar. Vid VM 1939 i Zakopane ingick han i det segrande finländska stafettlaget. Han utmärkte sig som oförvägen patrulledare och partigängare under såväl vinter- som fortsättningskriget. Han ledde flera fjärrpatruller på den lapska fronten och i Fjärrkarelen samt anlitades även i jakten på de ryska partisaner som under fortsättningskriget angrep de finländska truppernas försörjningsleder och for illa fram bland civilbefolkningen i gränsbyarna i norr. Han blev Mannerheimriddare den 17 juli 1942. I slutet av 1950-talet försökte han förmå en FN-kommission som undersökte krigsförbrytelser att ta upp partisanernas terrordåd till behandling, dock utan framgång.
Efter kriget anslöt sig Alakulppi till den grupp på ett 20-tal officerare som gick under namnet Marttinens män, vilka efter att ha varit inblandade i vapensmusselaffären flydde undan statspolisen och på olika vägar tog sig till USA, där de tog värvning i USA:s armé. Alakulppi var bland annat instruktör av skidtrupper och utbildades även till ekonomiofficer och officer i den militära underrättelsetjänsten med stationeringsorter i Västtyskland, Japan och Sydkorea. Som expeditionsofficer vid landstridskrafternas stab i Alaska fick han i uppdrag att leda de amerikanska skidskyttarnas träningscentral i Anchorage 1961 och ledde träningen av skidskyttetruppen till OS 1964 i Innsbruck. Han engagerades vidare i organisationskommittén för OS 1960 i Squaw Valley. Han uppnådde överstes grad 1968, då han avgick ur aktiv tjänst.
Även sonen Vesa Alakulppi (1941–1968), valde den militära banan,  fick sin utbildning vid United States Military Academy men stupade som kompanichef i Vietnam.